# Gualtieri
Pour les articles homonymes, voir Gualtieri (homonymie).
Gualtieri est une commune italienne de la province de Reggio d'Émilie dans la région Émilie-Romagne en Italie.

## Géographie
La commune, située à 25 km au nord de Reggio Emilia, se situe le long du Po, qui est responsable de nombreuses inondations, au cours de l'histoire. La dernière des plus importantes date de 1951. La sous-région est appelée "la  Bassa" ou "Bassa Reggiana".

## Histoire

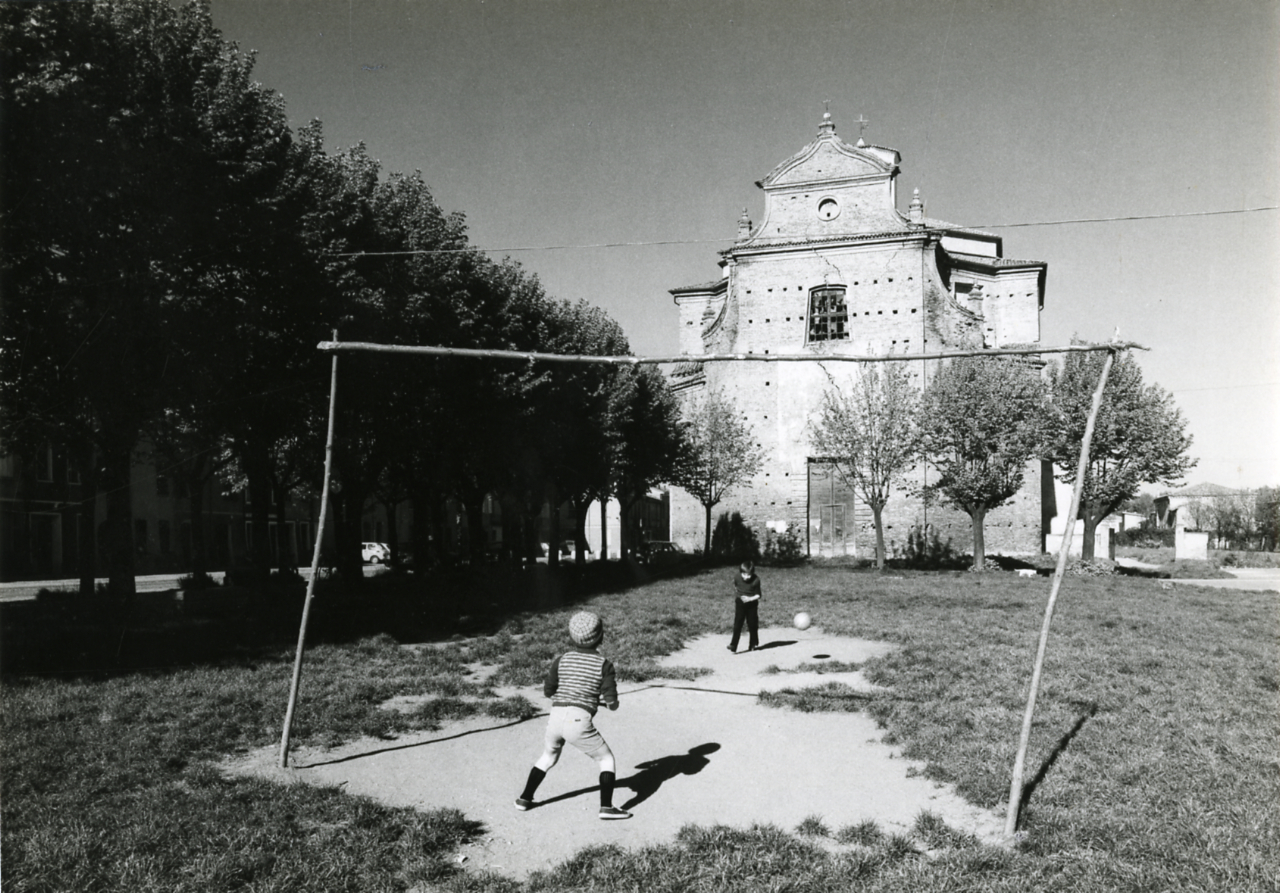
Enfants jouant au football devant l'église de Saint-André en 1977. Photographie par Paolo Monti.

Cornelio Bentivoglio, condottiere originaire de Ferrare, reçoit en 1567 le fief et le titre de duc puis de marquis de Gualtieri. Il consacre ses dernières années à l'assainissement du marais du Crostolo.
Monument remarquable : Grande place carrée de 100 m de côté, la place Bentivoglio, à portiques, tour communale de l'horloge, flanquée de l'église St André et du Palais Bentivoglio qui abrite un musée de collections variées (Balthus, De Chirico, costumes de théâtre) et un musée documentaire consacré à Antonio Ligabue, peintre qui a vécu une grande partie de son existence à Gualtieri. L'architecte de cette place, parfois qualifié de maniériste, est Giovan Battista Aleotti, spécialiste des aménagements hydrauliques.

## Culture
C'est la gare de cette commune italienne qui apparaît à la fin du film Le Petit Monde de don Camillo, lorsque Fernandel (qui joue le rôle-titre) quitte son ministère du village de Brescello, à la suite de son renvoi pour s'être à nouveau battu lors de la fête villageoise.

## Administration
| Période                                  | Période | Identité | Étiquette | Qualité |
| ---------------------------------------- | ------- | -------- | --------- | ------- |
|                                          |         |          |           |         |
| Les données manquantes sont à compléter. |         |          |           |         |

### Hameaux
Bigliana, Bigliardi, Canossa, Livello, Marinona, Pieve Saliceto, Reseghetta Inferiore, Santa Vittoria, Soliani, Vecchia

### Communes limitrophes
Boretto, Cadelbosco di Sopra, Castelnovo di Sotto, Dosolo, Guastalla, Pomponesco

## Mort à Gualtieri
- Antonio Ligabue, peintre italien.